# باشگاه فوتبال رئال مادرید در رقابت‌های بین‌المللی
رئال مادرید یک باشگاه فوتبال حرفه‌ای مستقر در مادرید، اسپانیا است. این باشگاه برای اولین بار در یک رقابت اروپایی در ۱۹۵۵ شرکت کرد. نخستین جام بین‌المللی که در آن شرکت کردند جام لاتین بود که در آن به عنوان قهرمان اسپانیا شرکت کردند. این رقابت از سال ۱۹۴۹ تا ۱۹۵۷ به طول انجامید و رئال مادرید هر دو تورنمنت را که به تعداد بارسلونا و میلان وارد شد، برد. از زمان تبدیل شدن به اولین باشگاه اسپانیایی که در سال ۱۹۵۵ وارد جام اروپا شد، رئال در همه مسابقات سازمان‌دهی‌شده توسط یوفا به جز جام اینترتوتو و لیگ کنفرانس شرکت کرده است. آنها تنها دو بار در تاریخ خود فوتبال اروپا را از دست داده‌اند، در فصل‌های ۷۸–۱۹۷۷ و ۹۷–۱۹۹۶.
رئال مادرید بیشترین موفقیت را در لیگ قهرمانان اروپا داشته است و چهارده بار این جام را به دست آورده است. رئال برنده دوره افتتاحیه مسابقات بود و تنها باشگاهی است که پنج بار پیاپی (پنج دوره نخست) جام را به دست آورده است. همچنین این افتخار را دارد که تنها باشگاهی است که از عنوان قهرمانی در دوران لیگ قهرمانان اروپا دفاع کرده و همچنین سه بار پیاپی آن را به دست آورده است. این باشگاه همچنین دو بار جام یوفا را در ۱۹۸۵ و ۱۹۸۶، شش بار سوپر جام در ۲۰۰۲، ۲۰۱۴، ۲۰۱۶، ۲۰۱۷، و ۲۰۲۲، ۲۰۲۴، سه بار جام بین قاره‌ای، در ۱۹۶۰، ۱۹۹۸، و ۲۰۰۲، و پنج بار جام جهانی باشگاه‌های فیفا در ۲۰۱۴، ۲۰۱۶، ۲۰۱۷، ۲۰۱۸ و ۲۰۲۲ را برده است. رئال مادرید با ۲۹ جام قاره‌ای و جهانی، موفق‌ترین تیم در فوتبال باشگاهی بین‌المللی است.

## آمار اروپایی
رئال مادرید همچنین با ۱۵ قهرمانی در لیگ قهرمانان اروپا و با ۲۵ بار حضور در مرحله نیمه نهایی این رقابت‌ها، رکورددار است. رونالدو نیز با ۱۴۱ گل زده در ۱۸۲ بازی، دارای بیشترین گل زده در تاریخ این رقابت‌هاست که ۱۰۵ عدد از آنها را با لباس رئال مادرید به ثمر رسانده است. رئال مادرید همچنین دارای رکورد ۱۵ حضور متوالی در رقابت‌های جام اروپایی است که از ۱۹۵۶ آغاز شد و تا ۱۹۷۰ ادامه داشت.

### رقابت اروپایی با بارسلونا
در اوایل دهه ۶۰ بود که دو تیم دو بار با هم در رقابت‌های اروپایی رقابت کردند که آن برای اولین بار بود. دو تیم در مرحله نیمه‌نهایی به هم برخورد کردند که رئال مادرید در مجموع ۶–۲ تیم حریف را شکست داد و به فینال رسید. اما سال بعد که در مرحله مقدماتی دو تیم به هم خوردند، در مجموع دو بازی رفت‌وبرگشت، این بارسلونی‌ها بودند که ۴–۳ حریف را شکست دادند. یکی از مهم‌ترین رقابت اروپایی دو تیم نیز در فصل ۰۲–۲۰۰۱ رقم خورد جاییکه رسانه‌های اسپانیا آن را بازی قرن نامگذاری کردند و بیش از ۵۰۰ میلیون نفر آن را مشاهده کردند. این بازی بازهم در مرحله نیمه‌نهایی برگزار می‌شد و رئال مادرید در مجموع، ۳–۱ حریف خود را شکست داد.
آخرین دیدار اروپایی دو تیم به فصل ۱۱–۲۰۱۰ بر می‌گردد که در بازی رفت بارسلونا در سانتیاگو برنابئو با نتیجه ۲–۰ به پیروزی رسید و بازی برگشت در نیوکمپ ۱–۱ مساوی شد. به این ترتیب بارسا با حذف رئال راهی فینال لیگ قهرمانان اروپا شد.
در مجموع دو تیم ۸ بار در لیگ‌های اروپایی با هم پیکار کرده‌اند که سهم رئال مادرید ۳ برد، ۲ شکست و ۳ تساوی بوده است. همچنین تاکنون رئال مادرید ۱۳ گل به حریف زده و ۱۰ گل دریافت کرده است.